# المقاتل النهائي: الولايات المتحدة ضد المملكة المتحدة
المقاتل النهائي: الولايات المتحدة ضد المملكة المتحدة (بالإنجليزية: The Ultimate Fighter: United States vs. United Kingdom)‏ هو الموسم التاسع من المسلسل التلفزيوني الواقعي المقاتل النهائي الذي أنتجته بطولة القتال النهائي (يو إف سي). تم عرضه لأول مرة في 1 أبريل 2009.